# Kisherendi-vízfolyás
A Kisherendi-vízfolyás Kisherendtől északra ered, Baranya vármegyében. A patak forrásától kezdve déli irányban halad, Vokányig, ahol beletorkollik a Villányi-Pogányi-vízfolyásba.
A Kisherendi-vízfolyás vízgazdálkodási szempontból az Alsó-Duna jobb part Vízgyűjtő-tervezési alegység működési területéhez tartozik.

## Part menti települések
- Kisherend
- Vokány